# سفارة المجر في بلجيكا
سفارة المجر في بلجيكا هي أرفع تمثيل دبلوماسي لدولة المجر لدى بلجيكا. تقع السفارة في بروكسل وهي تهدف لتعزيز المصالح المجرية في بلجيكا.

## وصلات خارجية
- الموقع الرسمي
- قائمة سفارات المجر
- قائمة السفارات في بلجيكا